# Constantin VI d'Arménie
Constantin VI ou Kostandin VI (en arménien Կոստանդին Զ), mort en 1373, est roi d'Arménie de 1362 à 1373. Il est fils de Héthoum, seigneur de Neghir, petit-fils de Kostandin, seigneur de Neghir et de Pertzerpert, et arrière-petit-fils de Constantin, seigneur de Barbaron et père du roi Héthoum Ier.

## Biographie
À la mort de son cousin germain, le roi Constantin V, les barons, irrités de l'absence d'aide de la part des Latins, refusent de donner la couronne à un prétendant Lusignan, et la donnent à Constantin. Aidé par Pierre Ier, roi de Chypre, il reprend Korikos aux Mamelouks. Mais Pierre Ier s'engage dans une expédition en Égypte, prend et pille Alexandrie, mais doit l'évacuer, faute d'effectifs suffisants. Les représailles économiques incitent l'Europe à ne pas tenter de nouvelle croisade et Pierre, rendu amer par cet échec, est assassiné en 1369.
Sans soutien, l'Arménie est envahie et se réduit bientôt à deux villes, Sis et Anazarbe. Constantin VI, découragé, négocie leur cession aux Mamelouks, mais il est assassiné en avril 1373 par les nobles qui n'acceptent pas la reddition.

## Mariage et enfants
Il épouse en 1369 Marie d'Oghruy. La chronique de Jean Dardel mentionne qu'elle est « cousine de la royne Jehanne de Naples et du prince de Tarente ». De cette indication, on déduit qu'elle est petite-fille d'Oshin de Korikos et de Jeanne de Tarente, et donc dans ce cas une nièce de la « Vieille Reine » Marie de Korikos, la veuve de Constantin V d'Arménie.

## Sources
- (en) Cet article est partiellement ou en totalité issu de l’article de Wikipédia en anglais intitulé « Gosdantin III of Armenia » (voir la liste des auteurs).
- René Grousset, L'Empire du Levant : Histoire de la Question d'Orient, Paris, Payot, coll. « Bibliothèque historique », 1949 (réimpr. 1979), 648 p. (ISBN 978-2-228-12530-7), p. 402-403.
- (en) « Armenia », sur Foundation for Medieval Genealogy (consulté le 20 juin 2010).